# Кёберле, Самюэль
Самюэль Кёберле (фр. Samuel Koeberle; род. 4 января, 2004, Реймс, Франция) —  французский футболист, защитник клуба «Реймс» и сборной Франции до 18 лет.

## Карьера

### «Реймс»
В 2013 году попал в ФК «Реймс». В 2017, 2018 годах играл в «Реймс Сен-Анн», после снова играл в молодёжке «Реймса». В июле 2021 года стал игроком команды U19.
Дебютировал за основную команду в Лиге 1 в матче 35 тура против «Лорьяна», заменив Эль-Билаля Туре.

## Карьера в сборной
Играл за сборную Франции до 18 лет.